# Blanka Lednická
Blanka Lednická (* 7. listopadu 1980 Praha) je česká politička, genealožka a ekoložka, v letech 2020 až 2024 zastupitelka Kraje Vysočina, členka Pirátů.

## Život
Dětství prožila v Roztokách u Prahy, od roku 2010 však žije na Vysočině. Vystudovala gymnázium, po neúspěšných studiích na právech absolvovala bakalářské studium historie na Filozofické fakultě Masarykovy univerzity (promovala v roce 2007 a získala titul Bc.). Pracuje v oblasti informačních technologií, naposledy ve společnosti Siemens.
Od roku 2009 se živí tvorbou rodokmenů, o této aktivitě napsala dvě knihy: Sestavte si rodokmen: pátráme po svých předcích (2012) a Rodokmen naší rodiny (2013).
Blanka Lednická žije v napůl v Ostravě a napůl v Havlíčkově Brodě, má čtyři děti.

## Politické působení
Je členkou Pirátů, za stranu byla v krajských volbách v roce 2020 zvolena zastupitelkou Kraje Vysočina. Ve volbách v roce 2024 mandát krajské zastupitelky za Piráty obhajovala. Strana však ve volbách získala pouze 4,55 % hlasů a do zastupitelstva se vůbec nedostala. Mandát krajské zastupitelky se jí tak obhájit nepodařilo.
V červenci 2021 byla zvolena z pozice členky Pirátů lídryní kandidátky koalice Piráti a Starostové v Kraji Vysočina pro volby do Poslanecké sněmovny PČR v říjnu 2021. Stalo se tak poté, co dosavadní lídr Milan Daďourek na místo na kandidátce ze zdravotních důvodů rezignoval.